# Semiothisa ectoleuca
Semiothisa ectoleuca är en fjärilsart som beskrevs av Louis Beethoven Prout 1928. Semiothisa ectoleuca ingår i släktet Semiothisa och familjen mätare. Inga underarter finns listade i Catalogue of Life.